# Orfeusz-bülbül
Az Orfeusz-bülbül (Hypsipetes amaurotis) a madarak osztályának verébalakúak (Passeriformes) rendjébe, ezen belül a bülbülfélék (Pycnonotidae) családjába tartozó faj.

## Rendszerezése
A fajt Coenraad Jacob Temminck holland arisztokrata és zoológus írta le 1830-ban, a Turdus nembe Turdus amaurotis néven.

## Alfajai
- Hypsipetes amaurotis amaurotis (Temminck, 1830) – észak- és közép-Japán, Észak-Korea, Dél-Korea; télen délkelet-Kína, Rjúkjú-szigetek;
- Hypsipetes amaurotis matchiae (Momiyama, 1923) – dél-Japán (Kjúsú déli része);
- Hypsipetes amaurotis ogawae (Hartert, 1907) – észak-Rjúkjú-szigetek;
- Hypsipetes amaurotis pryeri (Stejneger, 1887) – közép-Rjúkjú-szigetek;
- Hypsipetes amaurotis harterti (Nagamichi Kuroda, 1922) – dél-észak-Rjúkjú-szigetek, Tajvan;
- Hypsipetes amaurotis borodinonis (Nagamichi Kuroda, 1923) – Borodino-szigetek;
- Hypsipetes amaurotis squamiceps (Kittlitz, 1831) – Ogaszavara-szigetek;
- Hypsipetes amaurotis magnirostris (Hartert, 1905) – Ioretto-szigetek;
- Hypsipetes amaurotis batanensis (Mearns, 1907) – észak-Fülöp-szigetek (Batan, Ivohos, Sabtang, Babuyan Claro);
- Hypsipetes amaurotis fugensis (Ogilvie-Grant, 1895) – észak-Fülöp-szigetek (Calayan, Dalupiri, Fuga);
- Hypsipetes amaurotis camiguinensis (McGregor, 1907) – észak-Fülöp-szigetek (Camiguin Norte).

## Előfordulása
A Fülöp-szigetek, Kína, Japán, Észak-Korea, Dél-Korea, Tajvan területén honos. Természetes élőhelyei a szubtrópusi vagy trópusi síkvidéki és hegyi erdők, valamint szántóföldek, vidéki kertek és városi környezet. Vonuló faj.

## Megjelenése
Testhossza 28 centiméter.
|  |

## Életmódja
Gyümölcsökkel táplálkozik. Áprilistól augusztusig költ.

## Természetvédelmi helyzete
Az elterjedési területe nagyon nagy, egyedszáma pedig növekszik. A Természetvédelmi Világszövetség Vörös listáján nem fenyegetett fajként szerepel.